# Montague Summers
Augustus Montague Summers, född 10 april 1880 i Clifton, Bristol, England, död 10 augusti 1948 i Richmond, Surrey, var en engelsk författare och präst.

## Biografi
Summers var yngst av sju barn och son till en rik bankir och fredsdomare i Clifton, Bristol. Han utbildades på Clifton College och studerade därefter teologi vid Trinity College, Oxford med avsikten att bli präst i Church of England. År 1905 avlade han en BA-examen och fortsatte sedan sin religiösa utbildning på Lichfield teologiska högskola.
Summers förordnades som diakon 1908 och arbetade som komminister i Bath och Bitton, i Greater Bristol. Han fortsatte aldrig högre i karriären, förmodligen på grund av rykten om hans intresse för satanism och anklagelser om sexuella oegentligheter med unga pojkar. Summers första bok, Antinous and Other Poems, som publicerades 1907 ägnades åt frågan om pederasti.
Summers anslöt sig också till den växande skaran av engelska män som var intresserade av medeltiden, katolicismen, och det ockulta. År 1909 konverterade han till katolicismen och kort därefter började han utge sig för att vara katolsk präst och presentera sig som "Reverend Alphonsus Joseph-Mary Augustus Montague Summers", även om han aldrig var medlem i någon katolsk stift eller orden. Hans prästvigning är en tvistefråga.

## Författarskap
Summers producerade viktiga studier av gotiska skönlitteratur och redigerade två samlingar av gotiska skräcknoveller, liksom en ofullständig utgåva av två av de sju obskyra gotiska romanerna, kända som Northanger Horrid-romaner, som nämns av Jane Austen i hennes gotiska parodi Northanger Abbey. Han bidrog också till att återupptäcka de förlorade verk, som vissa hade trott var en uppfinning av Jane Austen själv. Han publicerade också biografier om författarna Jane Austen och Ann Radcliffe.
Summers karriär som påstådd katolsk präst var högst ovanlig. Han skrev verk av hagiografi om Katarina av Siena och Sankt Anthony Maria Zaccaria, men hans främsta religiösa intresse var ockulta föremål. Medan Aleister Crowley, som han var bekant med, antog skepnaden av en nutida häxa, spelade Summers den lärde katolska häxjägarens roll. 
År 1928 publicerade han den första engelska översättningen av Heinrich Kramers och James Sprengers Malleus Maleficarum ("Häxhammaren"), en 1400-tals latinsk text om jakt på häxor. I sin inledning, insisterar Summers på att realiteten av trolldom är en viktig del av den katolska läran, och förklarar Malleus vara en korrekt beskrivning av trolldom och de metoder som krävs för att bekämpa den. Detta skall jämföras med den betydligt mer skeptiska och kritiska inställningen hos traditionella katolska forskare, återspeglade exempelvis i Rev. Herbert Thurstons artikel om "Witchcraft" för Catholic Encyclopaedia av 1912, som benämner utgivningen av Malleus som en "katastrofal episod”. 
Summers vände sig då till vampyrer, och skrev The Vampire: His Kith and Kin (1928) och The Vampire i Europe (1929), och senare till varulvar med The Werewolf (1933), som alla blivit folkloristiska klassiker. Summers arbete på det ockulta är ökända genom hans ovanliga och gammaldags handstil, hans framställning av lärdom och hans påstådda tro på verkligheten i de ämnen han behandlar.